# Gejser
En gejser eller springkilde er en speciel form for varm kilde, som periodisk kommer i udbrud og sender en søjle af varmt vand og vanddamp op i luften.
Gejsere er ret sjældne og kræver en kombination af geologi og klima, som kun eksisterer nogle få steder på jorden. Der er seks store gejserområder i verden: Yellowstone National Park, Wyoming i USA; Island; Taupo Volcanic Zone, New Zealand; Kamtjatka, Rusland; El Tatio, Chile; og Umnak Island, Alaska i USA.
Der har før været to steder mere i Nevada, kaldet Beowawe og Steamboat Springs, men de ophørte i 1980'erne pga. opførelsen af et nærliggende geotermisk kraftværk, som reducerede mængden af varme og sænkede det lokale grundvandsspejl, hvilket resulterede i at gejserne ophørte.
Der er flere enkeltstående gejsere rundt om i verden, i Californien, Peru, Bolivia, Mexico, Dominica, Azorerne, Kenya og Japan, men der er ingen andre større gejserklynger.
Ordet gejser stammer fra Geysir ("Sprøjter"), der er navnet på en særligt aktiv gejser i Island. Det er igen afledt af verbet gjósa, der på islandsk betyder "at sprøjte, strømme".

## Nogle kendte gejsere
- Echinus Geyser
- Excelsior Geyser
- Geysir
- Old Faithfull
- Pohutu
- Steamboat Geyser
- Strokkur